# Жизнь — сапожок непарный
«Жизнь — сапожок непарный» — книга Тамары Петкевич, образец «лагерной» мемуарной литературы XX века.

## История написания и публикации
Книга мемуарной прозы о жизни автора Тамары Петкевич в сталинских лагерях впервые опубликована в 1993 году. Была переиздана несколько раз.
Значимость произведения высоко оценена в частности кинорежиссёром Эльдаром Рязановым.

## Содержание
Автобиографическое описание судьбы женщины, отец которой расстрелян как «враг народа», мать и младшая сестра которой умерли в блокадном Ленинграде, а ей самой пришлось пройти через сталинские лагеря, родить в неволе сына и отдать его отцу на воспитание.
В книге описаны отношения автора с артистом Яхонтовым В. Н.
Также среди лиц, описанных в мемуарах:
- режиссёр Александр Гавронский;
- член партии эсеров Ольга Петровна Тарасова;
- художница Н. Н. Трусова, племянница художника Н. А. Ярошенко;
- переводчик и преподаватель немецкого языка Фришер Хелла (Елена Густавовна), актёр Н. Д. Теслик[7][8].

Под именем Эрик в книге упоминается муж автора — Иван Петров. Отец сына писательницы Флориан Яковлевич Захаров назван в книге Филиппом Бахаревым.
События происходят в лагерях:
- Джангиджирский лагерь — 40 км от города Фрунзе (Бишкек), Киргизская ССР, Чуйская область, Сокулукский район, совхоз Джангиджер[10] (ныне — поселок Зеленый, 3 км севернее села Джаны-Джер);
- Беловодский лагерь — Киргизская ССР;
- Севжелдорлаг — Коми АССР.

## Переводы и международное признание
Книга неоднократно переиздавалась на немецком и английском языках. Также вышла на польском: «Pietkiewicz T. Jak bucik bez pary. Lublin» (2009).
За написание книги автор награждён крестом ордена Заслуг перед Республикой Польша.